# ستيف كولنز
ستيف كولنز (بالإنجليزية: Steve Collins) مواليد 21 يوليو 1964 في دبلن، جزيرة أيرلندا، هو ملاكم أيرلندي يصنف ضمن فئة وزن فوق المتوسط.

## إحصائيات
خاض خلال مسيرته 39 نزالا، فاز في 36 وخسر في 3. فاز بالضربة القاضية في 21 نزالا.

## وصلات خارجية
- ستيف كولنز على موقع IMDb (الإنجليزية)
- ستيف كولنز على موقع ميوزك برينز (الإنجليزية)
- ستيف كولنز على موقع بوكس ريك (الإنجليزية) (registration required)

- الموقع الرسمي